# Cima cylindrica
Cima cylindrica is een slakkensoort uit de familie van de Cimidae. De wetenschappelijke naam van de soort is voor het eerst geldig gepubliceerd in 1856 door Jeffreys.